# Against All Odds 2006
Against All Odds 2006 è stata la seconda edizione del pay-per-view prodotto dalla Total Nonstop Action Wrestling (TNA). L'evento si è svolto il 12 febbraio 2006 nella IMPACT! Zone di Orlando, Florida.

## Risultati
| #  | Risultati | Stipulazioni                                                    | Durata         |
| -- | --- | --------------------------------------------------------------- | -------------- |
| 1  | Ron Killings ha sconfitto A-1 | Single match                                                    | 01:43 Pre show |
| 2  | Lance Hoyt, Cassidy O'Reilly e Shark Boy hanno sconfitto Shannon Moore e The Diamonds in the Rough (David Young e Elix Skipper con Simon Diamond) | Six-man tag team match                                          | 05:49 Pre show |
| 3  | The Naturals (Andy Douglas e Chase Stevens) hanno sconfitto Austin Aries e Roderick Strong                                                        | Tag team match                                                  | 10:29          |
| 4  | Jay Lethal ha sconfitto Matt Bentley (con Traci), Alex Shelley e Petey Williams                                                                   | Four-way match                                                  | 10:30          |
| 5  | The James Gang (B.G. James e Kip James hanno sconfitto The Latin American Xchange (Homicide e Machete con Konnan)                                 | Tag team match                                                  | 05:59          |
| 6  | America's Most Wanted (Chris Harris e James Storm) (c) (con Gail Kim) hanno sconfitto Chris Sabin e Sonjay Dutt                                   | Tag team match per il titolo NWA World Heavyweight Championship | 10:43          |
| 7  | Rhyno ha sconfitto Abyss (con James Mitchell) | Falls Count Anywhere match                                      | 15:25          |
| 8  | Samoa Joe (c) ha sconfitto A.J. Styles e Christopher Daniels                                                                                      | 3-Way Dance per il titolo TNA X Division Championship           | 16:07          |
| 9  | Team 3D (Brother Ray e Brother Devon) hanno sconfitto Team Canada (Bobby Roode e Eric Young con Coach D'Amore)                                    | Tag team match                                                  | 13:12          |
| 10 | Christian Cage ha sconfitto Jeff Jarrett (con Gail Kim)                                                                                           | Single match per l'NWA World Heavyweight Championship           | 16:14          |
|    | (c) = campione in carica al momento dell'inizio del match                                                                                         |                                                                 |                |